# Traveling Wilburys Vol. 1
Traveling Wilburys Vol. 1 – album muzyczny, nagrany w kwietniu i maju 1988 roku przez supergrupę Traveling Wilburys, w skład której wchodzili: Jeff Lynne, George Harrison, Roy Orbison, Bob Dylan i Tom Petty.
Pierwszy utwór „Handle with Care”, od którego narodziła się idea powołania grupy, powstał w domowym studio Boba Dylana w Malibu. Pozostałe utwory nagrano w domowym studio Dave'a Stewarta w Los Angeles, utwory zmiksowano w kolejnym domowym studio – tym razem George’a Harrisona F.P.S.H.O.T. (Friar Park Studio, Henley-on-Thames).
Wykonawcy wystąpili pod pseudonimami braci Wilbury: Nelsona (Harrison), Otisa (Lynne), Lucky'ego (Dylan), Lefty'ego (Orbison) i Charliego T. Juniora (Petty).
Album był światową sensacją i sprzedał się w liczbie 2 mln w ciągu pół roku. W Stanach Zjednoczonych album doszedł do 3. pozycji na liście najlepiej sprzedających się płyt i uzyskał status potrójnej platynowej płyty. Płyta zdobyła liczne nagrody, w tym nagrodę Grammy w kategorii Best Rock Performance by a Duo or Group with Vocal w 1990 roku. Sukcesu nie dożył Roy Orbison, który 6 grudnia 1988 zmarł na atak serca.

## Lista utworów
1. „Handle with Care” – 3:20
2. „Dirty World” – 3:30
3. „Rattled” – 3:00
4. „Last Night” – 3:48
5. „Not Alone Any More” – 3:24
6. „Congratulations” – 3:30
7. „Heading for the Light” – 3:37
8. „Margarita” – 3:15
9. „Tweeter and the Monkey Man” – 5:30
10. „End of the Line” – 3:30

## Skład
- Otis Wilbury (Jeff Lynne): keyboard, gitary, śpiew
- Nelson Wilbury (George Harrison): gitary, śpiew
- Charlie T. Jnr (Tom Petty): gitara akustyczna, gitara basowa, śpiew
- Lefty Wilbury (Roy Orbison): gitara akustyczna, śpiew.
- Lucky Wilbury (Bob Dylan): gitara akustyczna, harmonijka ustna, śpiew

oraz:
- Buster Sidebury (Jim Keltner): perkusja
- Jim Horn: saksofony
- Ray Cooper: instrumenty perkusyjne
- Ian Wallace: tom-tom